# Anglo-irácká válka
Anglo-irácká válka (anglicky Anglo-Iraqi War, arabsky الحرب الأنجلو-عراقية) bylo vojenské střetnutí britské armády s iráckou vzbouřeneckou vládou, vedenou Rašídem Alím al-Kajláním a podporovanou Německem a Itálií. Probíhalo od 2. do 31. května 1941. Skončilo britským vítězstvím, zamezením vlivu Osy na dění v Iráku a návratem probritské vlády prince Abd al-Iláha k moci.

## Pozadí
Po skončení první světové války byl Irák spravován Velkou Británií jako Mandátní území Společnosti národů, a to až do roku 1932, kdy Irácké království, formálně vyhlášené už roku 1920, získalo faktickou nezávislost. Britské impérium však i poté mělo v této oblasti značný vliv, spravovali zde několik letišť s menšími (částečně domorodými) jednotkami na obranu a taktéž ropné podniky. Británie rovněž disponovala právem přesouvat po iráckém území své vojenské jednotky. Irák nicméně udržoval s Británií poměrně přátelské styky. To se změnilo v březnu roku 1940, kdy se Iráckým premiérem stal Rašíd alí al-Kajlání z nacionalistické Strany národního bratrství, který se netajil svými protibritskými postoji a spoluprací s jeruzalémským muftím Amínem al-Husajním, antisemitsky orientovaným náboženským vůdcem spolupracujícím s nacistickým režimem. Nová vláda následně vstoupila v jednání s německým vyslancem v Turecku, Franzem von Papenem. Tomu al-Kajlání nabídl, že irácké přírodní zdroje - zejména ropa - bude k dispozici silám Osy, za což mělo být uznáno právo arabských zemí na samostatnost a právo vypořádat se s židy v arabských zemích, němečtí představitelé však dali iráckým nacionalistům najevo, že Blízký východ patří do sféry zájmů Mussoliniho spojenecké Itálie.
Poté, co Itálie vyhlásila v červnu 1940 válku Francii a Spojenému království, al-Kajlání s ní odmítl přerušit diplomatické styky. Vlivem vnitropolitické krize následně 31. ledna 1941 rezignoval a jeho místo zaujal generál Táhá al-Hášimí. Ten však ve funkci zůstal pouhé dva měsíce, neboť v noci z 1. na 2. dubna došlo k vojenskému převratu vedenému čtveřicí nejvlivnějších vojenských velitelů, kteří povolali al-Kajláního zpět do funkce ministerského předsedy. Staronový premiér 17. dubna 1941 požádal Třetí říši o vojenskou pomoc v případě, že Irák bude muset bojovat s Brity. Ještě téhož dne se na letecké základně aš-Šucajba poblíž Basry vysadili parašutisté, následně se 18. dubna v Basře vylodila 10. indická divize a 29. dubna následovalo vylodění dalšího expedičního sboru. Poté, co 2. května irácká armáda oblehla základnu RAF Habbáníji, začaly boje.

## Hlavní boje
Iráčanům ale i přes početní převahu nepodařilo prolomit obranu základny a trpí ostřelování letadly RAF, která je se již od prvního dne úporně snaží udržet co nejdále. V noci z 5. na 6. května Iráčané ustoupili, následkem čehož britské síly zahájily protiútok a následující den prorazily jejich postavení. Irácké posily vyslané z Fallúdže téměř zcela likviduje britské letectvo. Iráčané tak ustupují k Ramádí a Falludži, ale Britové nemají dost sil k jejich poražení, takže jsou nuceni čekat a soustřeďovat síly. Nacistické Německo s eskalací v Iráku nepočítalo, jelikož jeho pozornost poutalo tažení na Balkáně a přípravy na přepadení Sovětského svazu. Přesto však v rámci možností Němci jednali pohotově a dohodli s Vichistickou vládou podmínky vzájemné spolupráce. Na základě Pařížských protokolů se Francouzi zavázali poskytnout Iráku tři čtvrtiny syrských vojenských skladů, zatímco Wehrmacht obdržel letiště, celnice a přístavy v Libanonu a Sýrii. Plukovník Werner Junck obdržel 6. května rozkaz k operaci v Iráku ze základny v Mosulu a stal se taktickým velitelem leteckého velitelství Irák (německy: Fliegerführer Irak).

Obrněný vůz RAF Fordson čeká před Bagdádem, zatímco probíhají jednání o příměří

Jelikož okolí Ramádí bylo iráckými silami zatopeno a město bylo strategicky méně významné, padlo rozhodnutí dobýt Fallúdžu a postupovat směrem na Bagdád. Ve Fallúdži se nacházel jediný široko daleko použitelný most přes Eufrat, který bylo nutno zajistit neporušený. 13. května zahajuje německé a italské letectvo operující z Mosulu a Kirkúku. Nicméně i přes tuto leteckou podporu 19. května zahajují britské pozemní jednotky útok na Fallúdžu, bráněnou pouhou jednou iráckou brigádou. Iráčanům se most zničit nepodařilo a nekladli příliš tuhý odpor - do večera bylo město v britských rukou. Překvapení však přišlo o tři dny později -  22. května brzy ráno Iráčané podnikli dobře načasovaný protiútok, podporovaný lehkými tanky. Situace vypadá vážně, ale  následný protiútok iráckých Asyřanů v britských službách nepřítele zastavují. Nákladní automobil plně naložený výbušnou bavlnou, připravený ke zničení mostu, dostal plný zásah pumou a rozletěl se na kusy. Následující den Adolf Hitler směrnici  předpokládající vyslání vojenské mise na pomoc Iráku, avšak kvůli geografické vzdálenosti mocnosti Osy stačily poslat do Iráku pouze 41 letadel – 29 německých a 12 italských. 28. května vyrážejí britská vojska na Bagdád. Ustupující Iráčané se je snaží zpomalovat častým zaplavováním rozsáhlých oblastí, přesto se 30. května Britové dostávají na dohled Badgádu. Ještě téhož dne bombardují irácké pozice pumami se sirénou, čímž definitivně podlomili ochotu Iráčanu bojovat a již druhý den bylo podepsáno příměří.

## Následky
Během dnů následujících po irácké kapitulaci je obsazen Mosul a další základny používané Luftwaffe. Muftí al-Husajní a Rašíd al-Kajlání uprchli do sousedního Íránu, stejně jako čtyři plukovníci „zlatého čtverce“, kteří stáli v čele puče. Před skončením bojů německý a italský vojenský personál opustil Irák na zbylých letounech. Do Iráku se naopak vrátil regent Abd al-Iláh a 4. června byla jmenována nová vláda v čele s Džamilem Bey al-Midfaiem.